# Pastafarismo

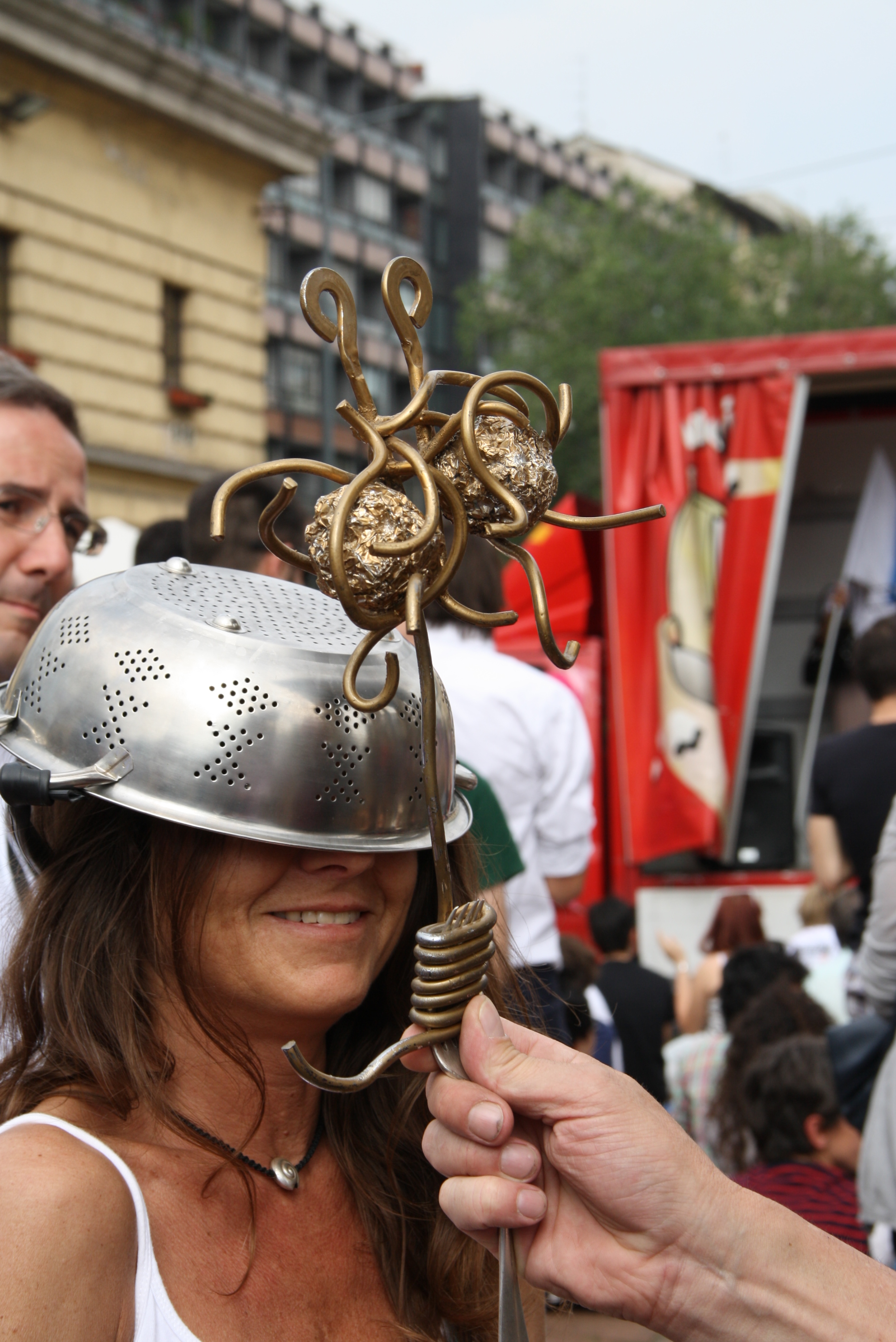
Pastafariana tapada con un colador.

Monstruo de Espagueti Volador de peluche.

El pastafarismo (neologismo derivado de «pasta» y «rastafarismo»), pastafarianismo o religión del Monstruo de Espagueti Volador (MEV, o FSM en inglés) es un movimiento social, reconocido como religión oficial por algunos países y rechazado como tal por otros, que la consideran una religión paródica. Surgió como una protesta social en Estados Unidos para denunciar y oponerse a la difusión en las escuelas de la hipótesis del diseño inteligente, impulsada por sectores políticos y religiosos conservadores durante los mandatos del presidente George W. Bush, y a las corrientes de opinión que pretendían su equiparación con teorías aceptadas por la comunidad científica como la de la evolución biológica.
Los principios del pastafarismo fueron redactados por Bobby Henderson, licenciado en física de la Universidad Estatal de Oregón, para protestar contra la decisión tomada por el Kansas State Board of Education (Consejo de Educación del Estado de Kansas) adoptada a finales de 2005 de permitir la enseñanza del diseño inteligente en las escuelas públicas como alternativa de la teoría de la evolución. Esta decisión fue finalmente revocada en agosto de 2006. Al igual que el movimiento a favor del diseño inteligente, el ideario de Henderson emplea referencias ambiguas a un denominado diseñador inteligente no especificado, con el fin de evitar los mandatos judiciales que prohíben la enseñanza de la religión y el creacionismo en las clases de ciencia de los centros educativos públicos estadounidenses.
Henderson remitió una carta abierta al Consejo, en la que expresaba su fe en una deidad creadora sobrenatural, semejante a una enorme bola de espagueti con albóndigas. En consecuencia, solicitaba que la teoría de diseño inteligente defendida por el pastafarismo fuera también enseñada en las clases de ciencias.
El movimiento alcanzó cierta popularidad gracias a su difusión por los medios de comunicación. Grupos de ateos y agnósticos, denominados «espagnósticos» por los pastafaris, consideran el argumento del Monstruo de Espagueti Volador como una versión adaptada de las teorías de la tetera de Russell o la del unicornio rosa invisible.

## Historia

### Antecedentes

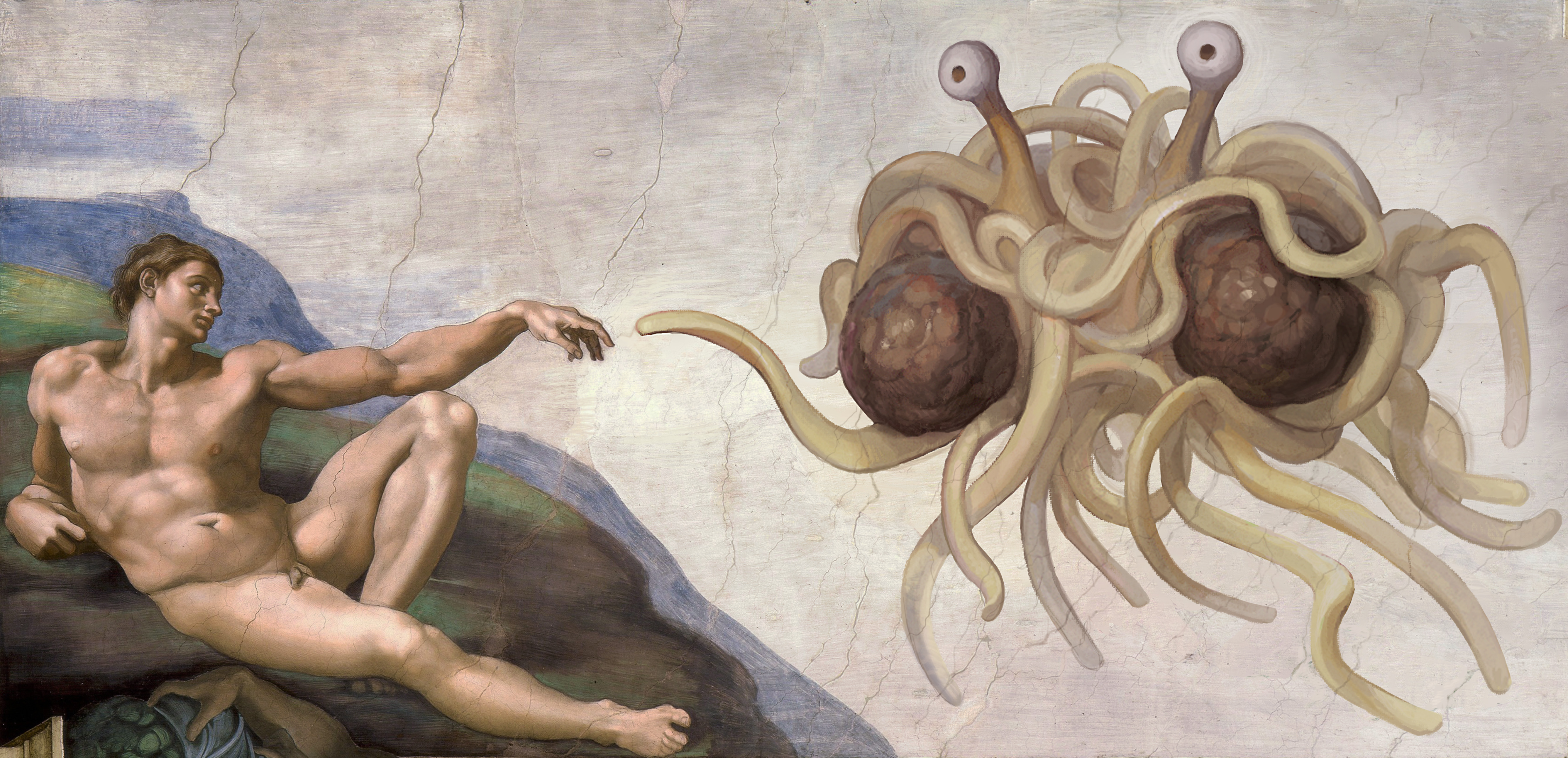
Tocado por su apéndice tallarinesco, la parodia de la creación de Adán de Miguel Ángel se ha convertido en una imagen icónica del monstruo volador de espagueti.

En Estados Unidos, donde existe separación entre Iglesia y Estado, está prohibido enseñar en las escuelas públicas la creencia teocéntrica del origen del universo tal como se predica en la Biblia.
Sin embargo, en 1999, muchos grupos de presión fundamentalistas cristianos empezaron a argumentar que el evolucionismo debía ser considerado como una forma más de religión, por lo que para compensar debía enseñarse también el creacionismo en los colegios públicos como punto de vista alternativo. Al mismo tiempo empezaron a abandonar el uso de la expresión creacionismo a favor del término «diseño inteligente», en un intento de darle más legitimidad científica a la creación divina pretendiendo equiparar su validez a la de las pruebas de la evolución sin aludir a ninguna religión en concreto.
En 2004 el Consejo de Educación del Estado de Kansas, un organismo cuyos miembros son elegidos por votación popular y que decide las políticas educacionales del estado, ordenó a las escuelas estatales que en las clases de biología dedicaran la misma cantidad de horas lectivas al diseño inteligente y la teoría de la evolución darwiniana, ya que según su parecer ambas tenían la misma validez científica.

### Orígenes
En junio de 2005 Bobby Henderson envió una carta abierta en la que protestaba por la norma que obligaba a impartir en las aulas el diseño inteligente y la evolución biológica en igualdad de condiciones, considerando que el primero era tan solo una manera encubierta de enseñar el creacionismo en la clase de biología sin mencionar de manera explícita la palabra «Dios». De esta manera, al no mencionar una deidad concreta, se respetaba la letra y se burlaba el espíritu de la ley que prohíbe la enseñanza de cualquier religión en los colegios públicos de Estados Unidos. Afirmando hablar tanto en su nombre como en el de otros diez millones de ciudadanos preocupados, pidió formalmente que su sarcástica reducción al absurdo, denominada «pastafarismo», recibiera el mismo trato y que se enseñara su versión del diseño inteligente y no solo la incluida hasta entonces, para que se enseñara también como alternativa a la teoría de la evolución. Así expuso su teoría de que el universo fue creado por una especie de bola gigante de espagueti con albóndigas voladora, a la que llamó Monstruo de Espagueti Volador (Flying Spaghetti Monster), exigiendo que se le dedicara el mismo tiempo lectivo a la enseñanza de las tres teorías:

Creo que todos podemos esperar con entusiasmo el momento en que estas tres teorías reciban el mismo tiempo en nuestras clases de ciencia por todo el país, y finalmente el mundo; un tercio del tiempo para el «diseño inteligente», un tercio para el Monstruo de Espagueti Volador y un tercio para las conjeturas lógicas basadas en una abrumadora cantidad de pruebas observables.
Bobby Henderson

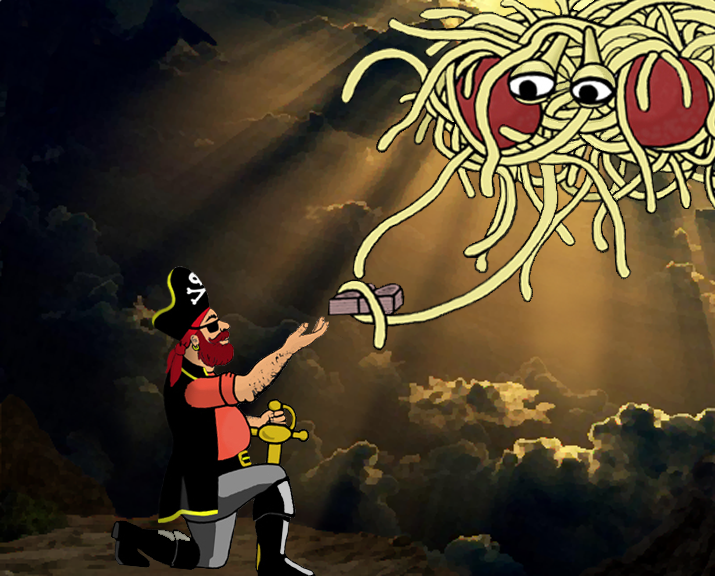
Representación del Monstruo de Espagueti Volador entregando al capitán Mosey las tablas con los «Realmente preferiría que no» (mandamientos) en el monte Salsa.

Avisó de que, de no ser así, «se verían forzados a proceder con acciones legales». Poco después, su sarcástica carta recibió respuestas de dos miembros del Consejo simpatizantes con su postura. A mediados de agosto recibió una tercera respuesta. Sin embargo, el Consejo como tal solo respondió después de que Henderson publicara la carta en su web, con lo que atrajo una gran cantidad de atención del público. Henderson fue publicando sucesivamente las respuestas recibidas por los distintos miembros del Consejo.
En los dos meses siguientes, a medida que el enfrentamiento entre Henderson y el Consejo fue ganando notoriedad, el tráfico en el sitio web del Monstruo de Espagueti Volador creció de manera constante. La popularidad del sitio se desató en agosto, cuando el Monstruo del Espagueti Volador apareció en varios blogs y sitios de noticias y humor de internet (como Boing Boing, Something Awful, Uncyclopedia y Fark.com), atraídos por el tono sarcástico del argumento de Henderson. Pronto le siguieron artículos en los principales medios de comunicación. Y así el Monstruo de Espagueti Volador se convirtió en un símbolo de la lucha contra la enseñanza del diseño inteligente en los colegios públicos.

### Motivaciones
El mismo Henderson se mostró muy sorprendido por el éxito de su argumento, declarando: «Escribí la carta principalmente para divertirme».
En otra entrevista, Henderson declaró: «No tengo problemas con la religión. Con lo que tengo problemas es con la religión que pretende hacerse pasar por ciencia. Si existiera un Dios y fuera inteligente, creo que tendría mucho sentido del humor».

## Desarrollos posteriores
En agosto de 2005, en respuesta al reto de una lectora, Boing Boing anunció una competición con un premio de 250 000 dólares estadounidenses, posteriormente ampliado a un millón de dólares, para cualquiera que pudiera presentar pruebas empíricas que demostraran que Jesucristo no es el hijo del Monstruo de Espagueti Volador. El reto era una réplica a uno equivalente, hecho por el creacionista de la Tierra Joven Kent Hovind, en el que este ofrecía un premio de 250 000 dólares a cualquiera que pudiera demostrar que la evolución es la «única manera» por la que surgieron el universo y la vida.
En noviembre de 2005 el Consejo de Educación del Estado de Kansas votó a favor de que pudieran incluirse preguntas acerca de las críticas a la evolución biológica en las pruebas de aptitud del estado, incluyendo algunas acerca del diseño inteligente. En febrero de 2007 el Consejo votó para que se volvieran a excluir ese tipo de preguntas, siendo la quinta vez en ocho años que se modificaron los estándares de calificación estatales referentes a la evolución.
En noviembre de 2007 tuvieron lugar tres conferencias sobre el Monstruo de Espagueti Volador en la reunión anual de la Academia Estadounidense de Religión, celebrada en San Diego (California). Las charlas incluyeron títulos como «Sagrada Pasta y Auténtica Salsa: las enredadas implicaciones del Monstruo del Espagueti Volador para teorizar sobre la religión». A pesar de que su inclusión en el programa sin duda generó muchas risas, produjo un debate serio sobre la esencia de la religión, explorando cuestiones como: ¿requiere la religión una auténtica creencia teológica, o simplemente un conjunto de rituales y una comunidad que se une como forma de representar sus alianzas culturales? O dicho de otro modo, ¿es una antirreligión como el espaguetimonsterismo realmente una religión?
En diciembre de 2007 el diario The Ledger informó de que varios miembros de la web de la Iglesia del Monstruo de Espagueti Volador habían mandado correos electrónicos a los miembros del consejo de educación de Polk County (Florida) sobre el tema del diseño inteligente.
En esta web, Henderson ha afirmado que «más de 10 millones de personas han sido tocadas por su apéndice tallarinesco». También han surgido otras páginas web de fanes con el objetivo declarado de promover el «espaguetimonsterismo».

Con millones, si no miles [sic] de fieles devotos, la Iglesia del Monstruo de Espagueti Volador es ampliamente considerada una religión legítima incluso por sus opositores ―principalmente fundamentalistas cristianos, quienes han aceptado que nuestro dios tiene las bolas más grandes que el suyo―.
 Bobby Henderson, profeta de Monstruo del Espagueti Volador.

## Principios y creencias
El dios de esta religión es el Monstruo de Espagueti Volador (MEV) o MonEsVol en español ―Flying Spaghetti Monster (FSM) en inglés―. Sus seguidores se llaman a sí mismos «pastafaris» (aludiendo a los rastafaris), y humorísticamente proclaman haber sido «tocados por su apéndice tallarinesco», predicando la palabra de su «Señor Tallarinesco» como la religión verdadera.[cita requerida]
Henderson propuso muchos de los principios básicos del pastafarismo entre los argumentos contra los fundamentos del diseño inteligente de su primera carta abierta. Estas «creencias canónicas» expuestas en la primera carta al Consejo de Educación de Kansas fueron publicadas y desarrolladas en su página web oficial y en El evangelio del Monstruo del Espagueti Volador, donde Henderson es descrito como profeta. De acuerdo con Dan Vergano, de USA Today, la mayoría de estas creencias se eligieron expresamente con la intención de satirizar los argumentos usados por los defensores del diseño inteligente:
- La creencia central es que el Monstruo de Espagueti Volador, invisible e indetectable, creó el universo después de beber mucho. La borrachera del monstruo explica las imperfecciones del mundo creado.
- Todas las evidencias que «erróneamente» apoyan la evolución han sido «plantadas» intencionadamente por este ser para poner a prueba la fe de sus fieles,[2] parodiando la postura de los que creen en la infalibilidad bíblica. Así, el Monstruo de Espagueti Volador hace que todo parezca más viejo de lo que es en realidad. Por ejemplo, cuando un científico realiza un proceso de datación radiométrica de un objeto arqueológico, el Monstruo de Espagueti Volador está ahí para cambiar los resultados con su apéndice tallarinesco» sin que el científico se dé cuenta.[10]
- El monstruo guía continua e invisiblemente la conducta de cada ser humano, creyente o no, por medio de sus «apéndices tallarinescos».

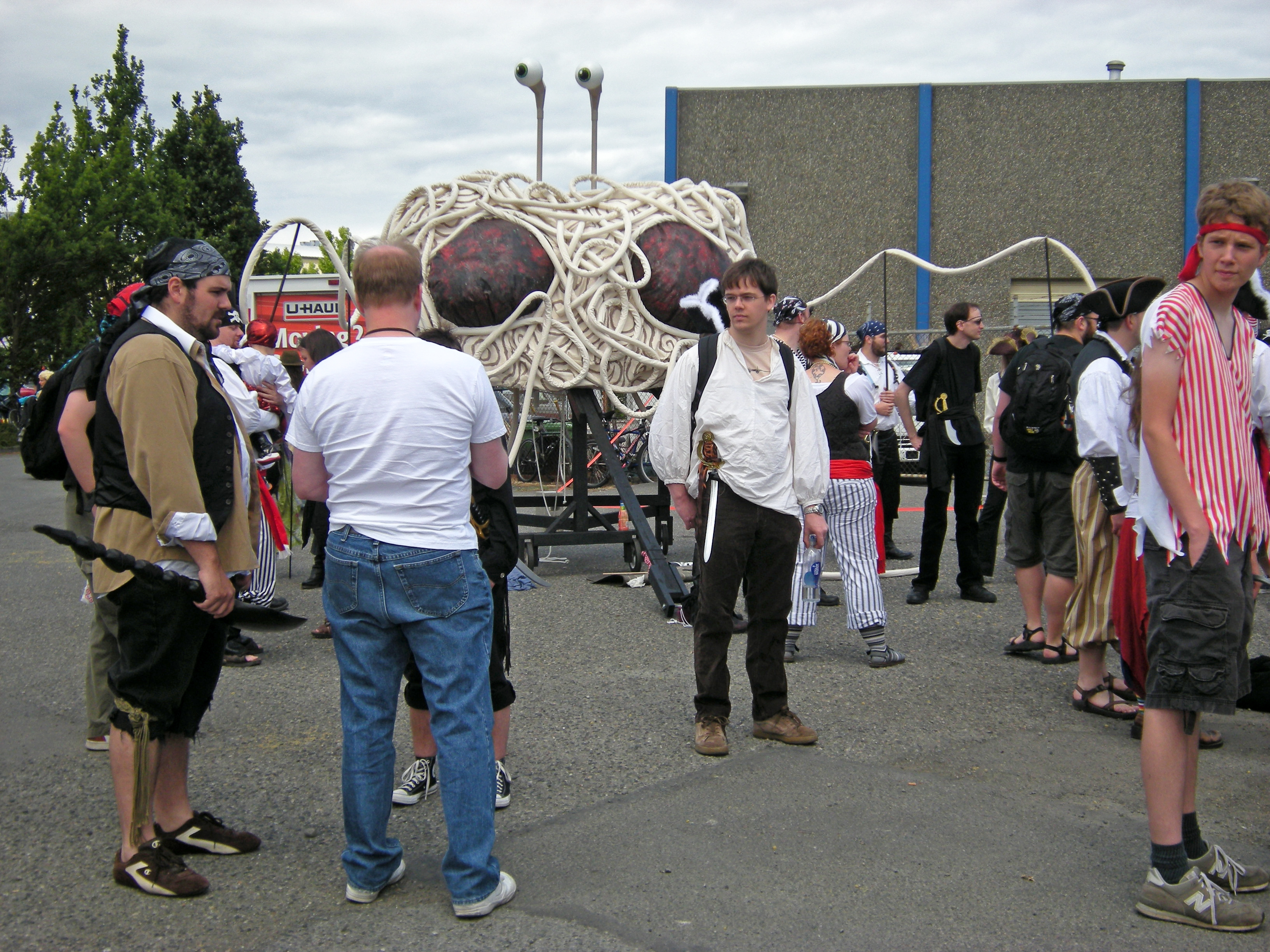
Comitiva pastafari con atuendo de pirata para la cabalgata del solsticio de verano.

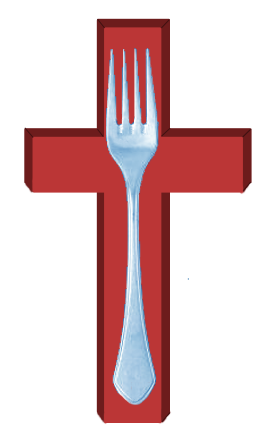
Tenedor crucificado, uno de los símbolos del pastafarismo.

- El calentamiento global, los terremotos, los huracanes y otros desastres naturales son consecuencia directa de que a partir del siglo XIX ha disminuido el número de piratas.
- La creencia pastafari del cielo hace hincapié en estos dos puntos:[31]

1. Tiene volcanes de cerveza hasta donde alcanza la vista.
2. Tiene una fábrica de bailarines/as de estriptís.

- En cambio, en el infierno:[32]

1. Hay también volcanes de cerveza, pero está caliente y sin gas.
2. Los bailarines/as de estriptís sufren enfermedades venéreas.

- El día sagrado de los pastafaris es el viernes.[2] Los pastafaris devotos deben vestir completamente con atuendo de pirata.
- Aunque el Monstruo de Espagueti Volador posee un nombre, este es tan hermoso y difícil de pronunciar que no solo mata a quienquiera que lo intente, sino también a todo ser dentro de un radio de 6534 kilómetros (distancia casi igual al radio de la Tierra en unos 6370 km). Este radio se duplica (y por tanto la esfera resultante abarca todo el planeta) cuando uno trata de escribir o mecanografiar el nombre. Esto fue hecho a propósito por el Monstruo del Espagueti Volador solo para entretenerse.
- El Monstruo de Espagueti Volador reveló su mensaje al capitán pirata Mosey y a Bobby Henderson que son profetas de esta Primera Iglesia Unida del Monstruo de Espagueti Volador (First United Church of the Flying Spaghetti Monster).
- El símbolo principal es una cruz que, en vez de tener un Jesús crucificado, tiene un tenedor para comer espaguetis.
- Las oraciones a «Él» deben terminar siempre con la palabra «RAmén» o «r'Amén», en vez de «Amén».[2][33] Ramen es una versión japonesa de la sopa de fideos china.

Ejemplo:

Oh Tallarines que están en los cielos gourmets
 Santificada sea tu harina
 Vengan a nosotros tus nutrientes
 Hágase su voluntad en la Tierra como en los platos
 Danos hoy nuestras albóndigas de cada día
 y perdona nuestras gulas así como nosotros perdonamos a los que no te comen.
 No nos dejes caer en la tentación (de no alimentarnos de ti)
 y líbranos del hambre...
 RAmén.

- Un colador para espaguetis es el símbolo que cubre la cabeza de los seguidores de esta religión. De hecho, en Austria está permitido para fotografías de licencias de conducir e identificaciones, como resultado de la campaña llevada a cabo por Niko Alm, un político austriaco, al ver que injustamente no se le permitía usar su peculiar atuendo, mientras que sí a personas de otras religiones, como mujeres musulmanas y monjas.[34]

### Los piratas y el calentamiento global

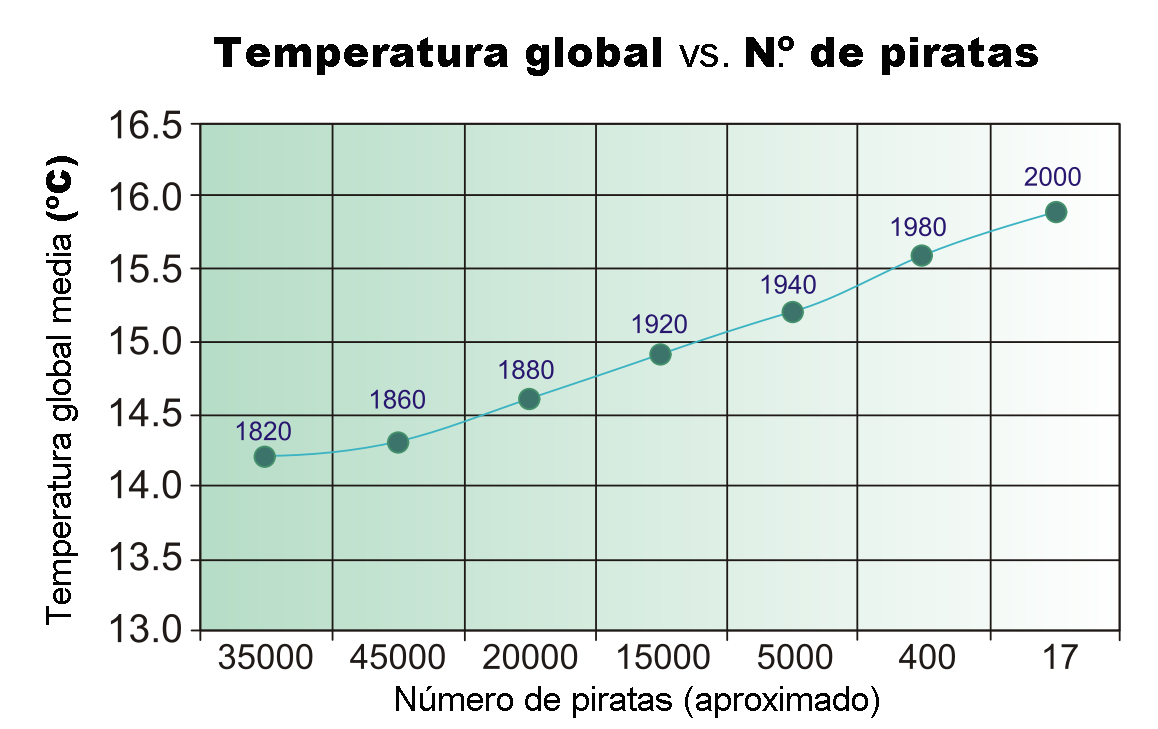
Diagrama mostrando la correlación entre el aumento de temperaturas del planeta y el descenso de la cantidad de piratas.

La relación inversa entre el número de piratas en el mundo y los efectos del calentamiento global fue uno de los argumentos usados por Bobby Henderson en su carta original al Consejo Escolar de Kansas.
En un gráfico con los valores del eje de las X desordenados intencionadamente, exponía cómo había una perfecta correlación entre el aumento de temperaturas del planeta y la disminución de piratas desde el año 1820, burlándose así de la falacia lógica de que la correlación implica causalidad, esgrimida por algunos grupos religiosos cuando afirman que las catástrofes y guerras del mundo van en aumento como consecuencia de la disminución de los valores religiosos a nivel mundial. Además, indicaba que su teoría debía ser impartida por los enseñantes totalmente disfrazados de pirata, y que lo contrario sería una falta de respeto a sus creencias.
A partir de entonces, los piratas se incluyeron humorísticamente de forma recurrente en el sistema de creencias pastafari. Según este, los piratas son «seres absolutamente divinos». Su imagen de ladrones y forajidos es fruto de la desinformación extendida por los teólogos cristianos en la Edad Media y por los «hare krishnas». El pastafarismo dice que en realidad son «exploradores amantes de la paz y diseminadores de la buena voluntad» que distribuyen caramelos entre los niños pequeños, e indican que los piratas modernos no tienen nada que ver con «los bucaneros buscadores históricos de diversión».
Además, creen que los piratas fantasma son los responsables de todas las desapariciones misteriosas del Triángulo de las Bermudas.
Los pastafaris celebran el Día Internacional de Hablar como los Piratas el 19 de septiembre.
En 2008 Henderson interpretó el incremento de actividades relacionadas con la piratería en el golfo de Adén como una prueba adicional de su teoría, señalando que Somalia tiene «el mayor número de piratas y las menores emisiones de carbono del mundo».

### El Evangelio del Monstruo de Espagueti Volador
La notoriedad que adquirió con la publicación de la primera carta atrajo a los editores que instaron a Henderson a escribir un libro sobre el Monstruo del Espagueti Volador. En diciembre de 2005 Henderson recibió un anticipo de 80 000 dólares de la editorial Villard para escribir El Evangelio del Monstruo de Espagueti Volador. El autor declaró que pensaba emplear los beneficios en construir un barco pirata con el que expandir la palabra de la religión pastafari. El libro se publicó el 28 de marzo de 2006.
El Evangelio del Monstruo de Espagueti Volador presenta los principios del pastafarismo, desarrollando las «creencias» expuestas en la carta abierta. Se incluye un mito sobre la creación, una guía propagandística para evangelizar, algunas «pruebas» pseudocientíficas y varias bromas con palabras con la pasta. Henderson emplea la ironía para presentar los supuestos fallos que desvela la evolución, además de algunos dibujos burdos y varias fotografías manipuladas, y discute la historia y el estilo de vida según el punto de vista pastafari. El libro también proporciona una guía de días sagrados pastafaris y un código de conducta, plasmado en los mandamientos «Realmente preferiría que no».
El Evangelio reta a los lectores a probar el pastafarismo durante treinta días, afirmando que «si no te gustamos, tu vieja religión seguramente te admitirá de nuevo». Henderson afirma en su web que se han vendido más de cien mil copias.

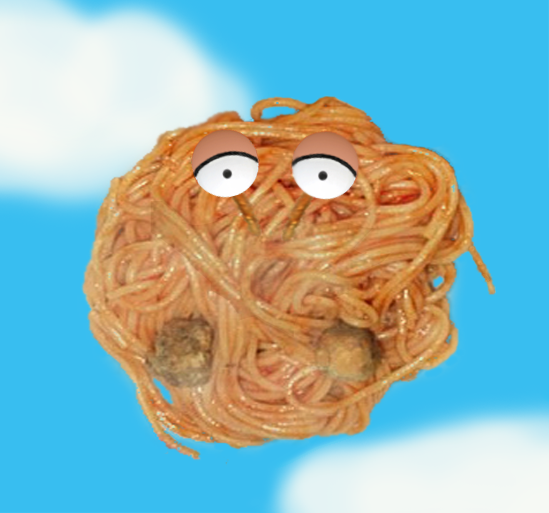
Otra representación de Monesvol.

## Demostraciones filosóficas de la existencia del Monstruo de Espagueti Volador
Según Brian D. Rabern, profesor del departamento de filosofía de la Universidad de California en Santa Bárbara, se pueden presentar varios argumentos ontológicos y cosmológicos acerca de la existencia del Monstruo de Espagueti Volador, al igual que se ha hecho con los dioses de las religiones mayoritarias:

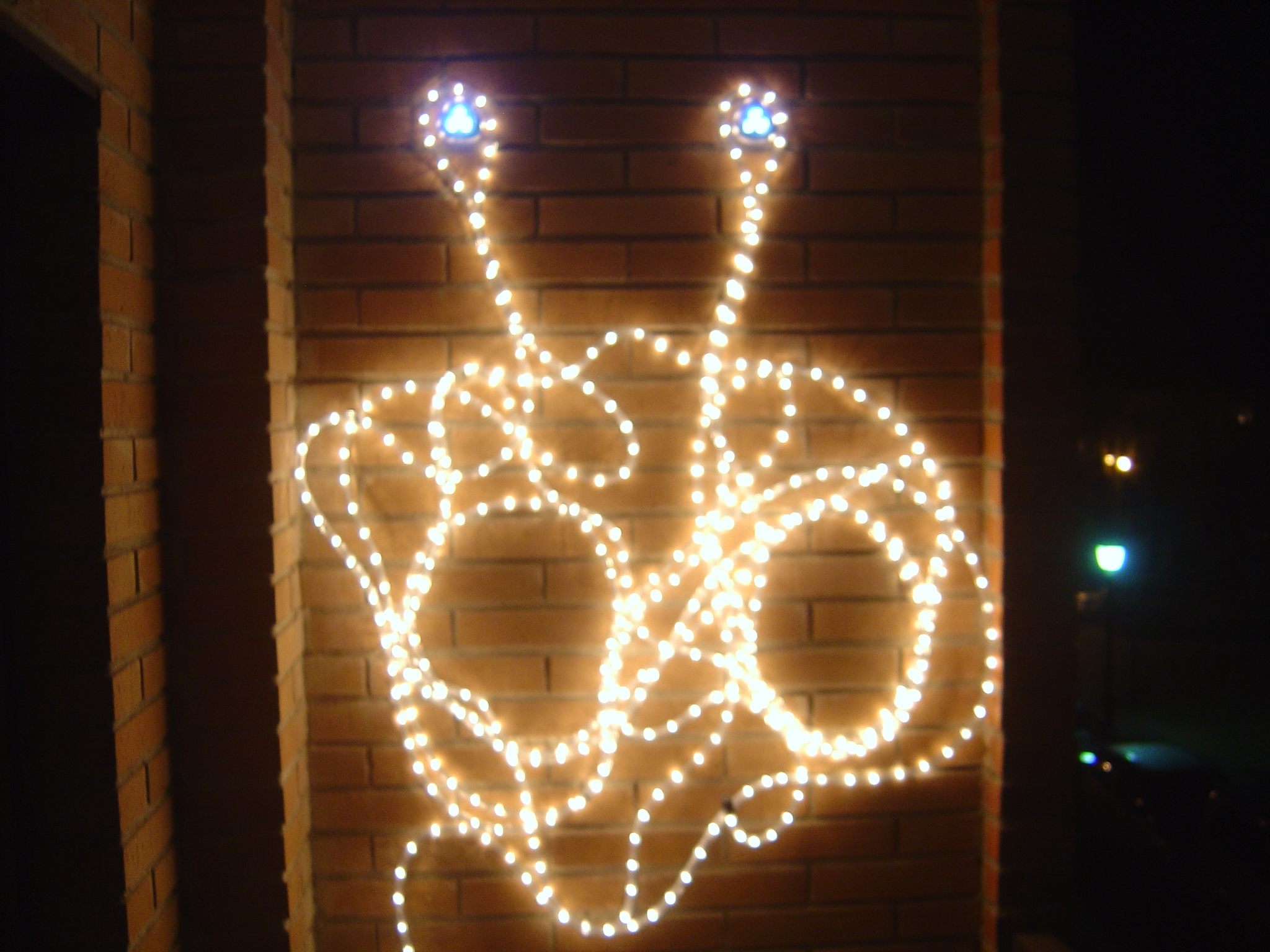
Adorno de celebración del solsticio de invierno representando al Monstruo de Espagueti Volador.

### El argumento cosmológico del Monstruo de Espagueti Volador
Imitando el estilo de la teología kalam:
- Premisa 1: la existencia de todo lo que comienza a existir tiene una causa.
- Premisa 2: el universo comenzó a existir.
- Conclusión 1: por lo tanto la existencia del universo tiene una causa.
- Premisa 3: como no hay una explicación científica que pueda elucidar la causa del origen del universo, esta causa debe ser sobrenatural, o sea el universo fue creado por un dios.
- Conclusión 2: por lo tanto, existe un dios.
- Premisa 4: los dioses siempre han creado a los humanos a su propia imagen y semejanza.
- Premisa 5: el cerebro de los humanos se parece a una fuente de espaguetis.
- Conclusión 3: por lo tanto, el Monstruo de Espagueti Volador es el único Dios verdadero.

### Argumento ontológico del Monstruo de Espagueti Volador
Parafraseando las premisas ontológicas de Anselmo de Canterbury:
- Premisa 1: se puede imaginar el ser más grande (del que no se pueda imaginar uno más grande).
- Premisa 2: si no existe un ser a partir del cual no se puede imaginar uno más grande, de todos modos yo podría imaginar uno más grande que ese ser del cual no se podía imaginar uno más grande (o sea, un ser a partir del cual realmente ya no se pueda imaginar uno más grande).
- Premisa 3: no es posible imaginar un ser más grande que un ser del cual ya no es posible imaginar uno más grande.
- Conclusión 1: por lo tanto, existe un ser del que no se puede imaginar uno más grande.
- Premisa 4: si ese ser no tiene un «apéndice tallarinesco», entonces yo podría imaginar un ser más grande que ese ser: uno que tuviera un «apéndice tallarinesco».
- Conclusión 2: por lo tanto, el ser del que no se puede imaginar uno más grande tiene un «apéndice tallarinesco».
- Conclusión 3: por lo tanto, el ser del que no se puede imaginar uno más grande tiene un «apéndice tallarinesco» y existe.
- Conclusión 4: por lo tanto, el Monstruo del Espagueti Volador existe.
- Conclusión 5: por lo tanto, el Monstruo del Espagueti Volador es todopoderoso.

## Reconocimiento como religión
Los activistas pastafaris buscan el reconocimiento del pastafarismo como religión, así como de sus ritos y costumbres, en nombre de la libertad de credo.
Tanto en Austria como en la República Checa existen casos de ciudadanos que lograron obtener documentos oficiales, tales como el permiso de conducir o el carné de identidad, con fotografías en las que se mostraban con un colador de pasta en la cabeza. Ambos países permiten llevar la cabeza cubierta por motivos religiosos e identifican el colador como una prenda religiosa pastafari. En el caso austriaco, al solicitante se le exigió contar con la autorización de un médico para que fuera declarado «psicológicamente apto para conducir».
En Polonia, una resolución de 2013 impidió que el pastafarismo fuera reconocido como religión. Una nueva resolución del 10 de abril de 2014 dictaminó como injusta la decisión anterior por no haber concedido un plazo de dos meses a la Iglesia del Monstruo de Espagueti Volador para presentar la documentación necesaria. En octubre del mismo año, el Ministerio de Administración y Digitalización sostuvo que «una organización no puede ser reconocida como comunidad religiosa si no tiene ningún rito de adoración de lo sagrado» y, por tanto, que el pastafarismo no es una religión legítima, sino una parodia.
En enero de 2016 la Cámara de Comercio de los Países Bajos reconoció de forma oficial la religión del Monstruo de Espagueti Volador, también conocida como pastafarismo.
Llevado a una corte en Estados Unidos un caso sobre derechos de culto asociados al pastafarismo en abril de 2016, un juez federal sentenció que se trata de una parodia no amparada por leyes relativas a la libertad de credo.
Nueva Zelanda fue el primer país del mundo donde se realizó una primera boda pastafari de forma oficial.
En Chile, el 10 de agosto de 2016, el servicio de registro civil e identificaciones no permitió que un seguidor del pastafarismo apareciera en la fotografía de su cédula de identidad con un colador de pasta en la cabeza (uno de los símbolos de esta religión), lo cual fue llevado a la corte de apelaciones de Chile, interponiendo un recurso de protección el cual fue denegado.

### Iglesia Pastafari de España

Iglesia Pastafari de España

El 5 de mayo de 2010 un grupo de pastafaris españoles fundaron la Iglesia Pastafari Española, e intentaron realizar su inscripción en el Registro de Entidades Religiosas del Ministerio de Justicia (España), siendo esta rechazada en resolución con fecha de 10 de septiembre de 2010, al ser considerada en esta una ausencia de indicios probatorios de fe.
Tras el primer intento de legalización, el 17 de abril de 2014 la Iglesia Pastafari Española puso en marcha una campaña de micromecenazgo con el fin de recaudar fondos con los que sufragar los gastos de un segundo intento de registro. La nueva documentación, con los nuevos estatutos, fue presentada el 28 de abril de 2016, siendo nuevamente rechazada la inscripción, mediante resolución denegatoria con fecha de 7 de julio de 2016. En esta ocasión la resolución consideró que los motivos fundacionales de la Iglesia pastafari respondían a causas no relacionadas con la fe, considerándola un movimiento paródico y humorístico.
Como consecuencia de esta nueva resolución denegatoria, la Iglesia Pastafari Española realizó un nuevo micromecenazgo, con la finalidad de recaudar fondos con los que afrontar los gastos de un recurso ante la Sala de lo Contencioso-Administrativo de la Audiencia Nacional, con resultado exitoso.
Con fecha 19/10/2020 la sala de los Contencioso-administrativo de la Audiencia Nacional, desestimó el recurso contra la denegación de inscripción en el registro de entidades religiosas, no considerando al pastafarismo como entidad religiosa. Contra dicha sentencia se ha preparado recurso de casación frente al Tribunal Supremo.

## En la cultura popular
El Monstruo de Espagueti Volador apareció de fondo en varios episodios de The IT Crowd.